# Frank Lockhart
Pour les articles homonymes, voir Lockhart.
Frank Lockhart, né le 8 avril 1903 à Dayton (Ohio) et mort brutalement le 25 avril 1928 à Daytona Beach (Floride), était un pilote automobile américain.

## Biographie
Il débuta dans des courses de dirt track en Caroline du Sud et sur la côte ouest américaine, ainsi que sur des Fronty-Ford durant deux saisons (des véhicules Frontenac adaptés aux pistes en bois).
Ayant de bonnes notions de mécanique et en carrosserie, il adapta de nombreuses voitures pour la compétition tout au long de sa propre carrière.
Durant ses trois années de présence an championnat racing car AAA, il a couru exclusivement sur Miller. À la suite de sa victoire à Indianapolis en 1926, il racheta la voiture suralimentée à son directeur d'écurie, puis battit avec elle plusieurs records sur pistes jusqu'à la fin de l'année.
En 1927, elle fut la première équipée d'un intercooler, permettant des gains de vitesse de plus de 10 km/h ; à l'Indy 500, Lockhart fut en tête du 81e au 188e tour, brisant alors une bielle.
Il a établi à Atlantic City le record racing car en qualifications du championnat AAA, qui fut valide jusqu'à l'édition 1960 de l'Indy 500.

## Classements AAA
- Vice-champion USAC National Championship en 1926 et 1927;

## Résultats à l'Indy 500
- Victoire à l'édition 1926 (sur Miller 8 cylindres, pour le team de Peter Kreis (en) : dès sa première participation comme rookie, le 4e alors à réaliser cet exploit) ;
- Pole position en 1927 ;
- record officieux de piste à son premier tour de qualification officielle en 1926 ;
- record du nombre de tours en tête de 1927 à 1991 (107) ;
- 2 participations.

## Principales victoires en championnat
(24 courses entre 1925 et 1927 (22 sur bois), 9 courses remportées -et 14 "top 5"- en championnat pour 14 victoires, plus 7 poles en épreuves classantes)
- 1926: Detroit 100 race 1 et 2, Charlotte semi et global (150 mi), Altoona race 1, Fresco 50, Charlotte série 2 race 1 ;
- 1927: Detroit 100, Syracuse 100, Altoona, Charlotte 25, Cleaveland, Rockingham race 1 et 2.

## Records

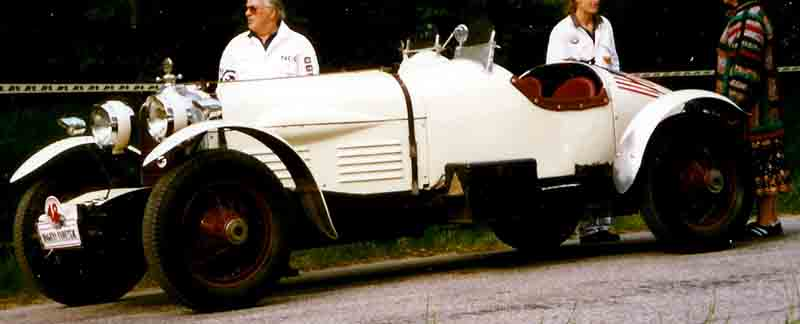
Une Stutz BlackHawk 5L Indyracer de 1928 (ici avant d'éventuelles transformations aérodynamiques).

- Avec une Miller au moteur de 1.5L suralimenté et à intercooler, il établit un premier record de vitesse terrestre (en classe <1,5 L) sur le lac asséché de Muroc (Rodgers) dans le désert de Mojave en Californie à 257,50 km/h de moyenne sur deux distances de 1 mile, avec une pointe de vitesse à 275 km/h[1].

- Le 25 avril 1928, sur Stutz BlackHawk streamliner special (pour spécialement profilée) à double arbre à cames et à deux moteurs Miller de 1,5 L suralimentés et accouplés (soit un développement de 380 ch), projet largement financée par l'entreprise de motorisation Stutz basée à Indianapolis, il tenta d'améliorer le record mondial de vitesse terrestre de classe 2 à 3 Litres cette fois à Daytona Beach, en réussissant 327,40 km/h à son premier essai après un tour de chauffe à 319,1 km/h, vitesse cependant encore éloignée des 334,007 km/h réussis et internationalement validés le 22 avril sur la même piste naturelle par son compatriote Ray Keech sur une White Special Triplex 81L à triple moteur d'avion Liberty L-12 nommée Spirit of Elkdom. Au retour de cette première tentative, l'un des pneus de Lockhart éclata, vraisemblablement coupé net par un coquillage, et la Stutz se renversa brutalement sur le sable en éjectant son pilote qui décéda sur le coup.

## Distinctions
- National Sprint Car Hall of Fame en 1990 ;
- Motorsports Hall of Fame of America (MSHFA) en 1999.